# 24 augustus
24 augustus is de 236ste dag van het jaar (237ste dag in een schrikkeljaar) in de gregoriaanse kalender. Hierna volgen nog 129 dagen tot het einde van het jaar.

## Gebeurtenissen
- Algemeen
  - 394 - Op de Poort van Hadrianus in Philae (Aswan) worden de laatst dateerbare hiërogliefen inscripties aangebracht.
  - 410 - Voor het eerst in 800 jaar wordt Rome veroverd en geplunderd; dit gebeurt door de Visigoten onder leiding van Alarik I.
  - 1561 - Willem van Oranje en Anna van Saksen treden in het huwelijk.
  - 1881 - M. Brandt Corstius van de Vereeniging tot Veredeling van het Volksvermaak opent Openbare Speeltuin No. 2 aan het Marnixplein in Amsterdam.
  - 1992 - De orkaan Andrew (categorie 4) houdt huis in Miami en richt grote verwoestingen aan.
  - 1995 - Oprichting van Sibneft een oliemaatschappij in Rusland.
  - 2001 - Een Airbus A330-243 van Air Transat, vlucht 236 onderweg van Toronto naar Lissabon, maakt zonder brandstof boven de Atlantische Oceaan nog een zweefvlucht van meer dan honderd kilometer en een succesvolle noodlanding op de Azoren.
  - 2004 - Twee Tsjetsjeense vrouwen laten bijna gelijktijdig bommen ontploffen in twee verschillende vliegtuigen in Zuid-Rusland, waarbij 89 mensen om het leven komen.
  - 2005 - Leanne van den Hoek wordt als eerste vrouw bevorderd tot generaal bij de Koninklijke Landmacht.
  - 2008 - Een Boeing 737 van de luchtvaartmaatschappij Itek Air stort neer in Bisjkek, de hoofdstad van Kirgizië waarbij 65 slachtoffers vallen.[1]
  - 2010 - Opstandelingen van de radicaal-islamitische beweging Al-Shabaab doden zeker dertig mensen met een zelfmoordaanslag op een hotel in de Somalische hoofdstad Mogadishu.
  - 2016 - Een aardbeving van 6.2 op de schaal van Richter treft Midden-Italië.
- Infrastructuur
  - 1930 - De IJzertoren, langs de Belgische rivier de IJzer, wordt ingewijd.
  - 1962 - Opening van de Generaal Rafael Urdanetabrug in Venezuela.
- Media
  - 1969 - De eerste aflevering van Kapitän Harmsen wordt uitgezonden.
  - 2018 - De eerste aflevering van The Voice Senior wordt in Nederland uitgezonden.
- Politiek
  - 1511 - Malakka wordt bezet door de Portugezen.
  - 1815 - De eerste Nederlandse grondwet komt tot stand.
  - 1943 - Einde van de Conferentie van Quebec.
  - 1962 - De 18-jarige Peter Fechter wordt bij de Berlijnse Muur doodgeschoten bij een vluchtpoging naar het Westen.
  - 1991 - Het Oekraïense parlement roept de onafhankelijkheid uit.
  - 1992 - China en Zuid-Korea knopen diplomatieke betrekkingen aan.
  - 2013 - Met het over de grens smokkelen van de Boliviaanse opposant Roger Pinto zet de Braziliaanse diplomaat Eduardo Saboia de diplomatieke verhoudingen tussen de twee landen op scherp.
- Religie
  - 2000 - Bisschopswijding van Johannes te Maarssen, Nederlands bisschop van Kundiawa in Papoea-Nieuw-Guinea.
- Sport
  - 1905 - Wielrenner Lucien Petit-Breton scherpt het zeven jaar oude werelduurrecord aan tot 41 kilometer en 110 meter.
  - 1913 - Oprichting van de Paraguayaanse voetbalclub Club Rubio Ñú.
  - 1920 - De Amerikaanse zwemmer Duke Kahanamoku scherpt in Antwerpen zijn eigen wereldrecord op de 100 meter vrije slag aan tot 1.00,4. Het oude record - 1 seconde trager - stond sinds 9 augustus 1918 op zijn naam.
  - 1994 - De Australische zwemmer Kieren Perkins scherpt in Victoria, Canada zijn eigen wereldrecord op de 1500 meter vrije slag aan tot 14.41,66. Het oude record (14.43,48) stond sinds 31 juli 1992 op zijn naam.
  - 1999 - Zwemmer Ian Thorpe uit Australië scherpt in Sydney zijn eigen en één dag oude wereldrecord op de 200 meter vrije slag aan tot 1.46,00.
  - 2001 - Atleet Gert-Jan Liefers verbetert in Brussel het ruim vijf jaar oude Nederlands record van Marko Koers op de 1500 meter (3.33,05) met een tijd van 3.32,89.
  - 2003 - In het Wagener-stadion in Amstelveen wint de Nederlandse mannenhockeyploeg voor de zevende keer de Champions Trophy.
  - 2011 - Het Nederlands voetbalelftal bereikt de eerste plaats op de FIFA-wereldranglijst. Dit voor de eerste keer sinds de oprichting van de lijst in 1992.
  - 2015 - Dafne Schippers behaalde de zilveren medaille op de Wereldkampioenschappen atletiek 2015 in Peking op de 100 meter.
  - 2023 - Nederlands atlete Femke Bol wint de kampioenstitel op de 400 meter horden bij de wereldkampioenschappen atletiek in Boedapest (Hongarije). De Amerikaanse Shamier Little wordt tweede en de Jamaicaanse Rushell Clayton wordt derde. Bol is de vierde Nederlandse atleet die een wereldtitel weet te behalen.[2]
- Wetenschap en technologie
  - 1995 - Microsoft Windows 95 wordt op de markt gebracht.
  - 2002 - Apple Mac OS X 10.2 / Jaguar wordt op de markt gebracht.
  - 2006 - De Internationale Astronomische Unie (IAU) past de definitie van planeet aan. Hierdoor wordt Pluto niet langer als planeet erkend maar voortaan geclassificeerd als dwergplaneet.[3]
  - 2011 - Steve Jobs treedt af als ceo van Apple Inc.; Tim Cook wordt zijn opvolger.
  - 2022 - Lancering van een Lange Mars 2D raket van China Aerospace Science Corporation (CASC) vanaf lanceerbasis Taiyuan LC-9 in China voor de Beijing-3B missie met de gelijknamige aardobservatiesatelliet met een resolutie van 0,5 m van het bedrijf Twenty First Century Aerospace Technology Company Ltd.[4]
  - 2023 - Lancering van een Electron raket van Rocket Lab vanaf LC-1B op het Māhia schiereiland in Nieuw-Zeeland voor de We Love the Nightlife missie, ook wel Acadia Mission 1, met een SAR aardobservatiesatelliet van Capella Space.[5]
  - 2023 - De Indiase ruimtevaartorganisatie ISRO maakt bekend dat de Pragyan (Wijsheid) rover die een onderdeel vormt van de Chandrayaan-3 missie de maanlander heeft verlaten en voor de eerste keer heeft gereden op de Maan.[6][7]

## Geboren

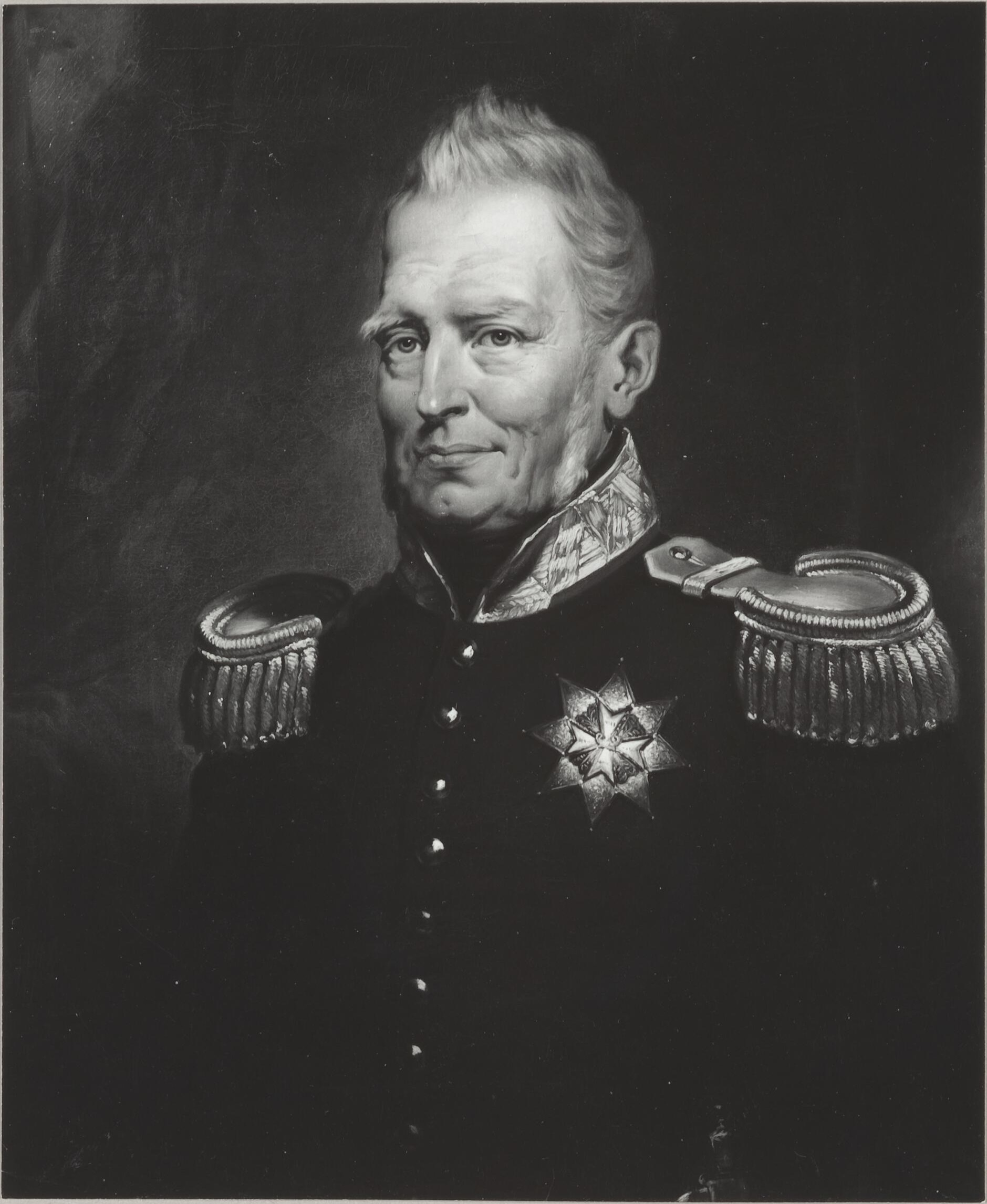
Willem I der Nederlanden
geboren in 1772

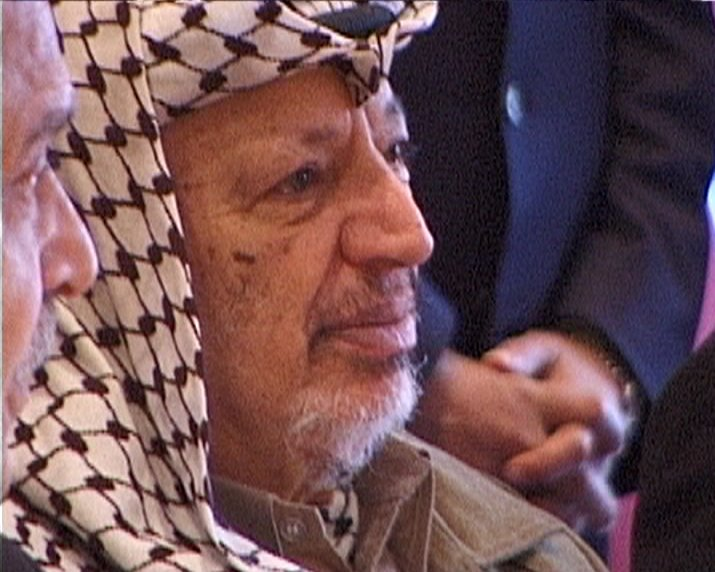
Yasser Arafat
geboren in 1929

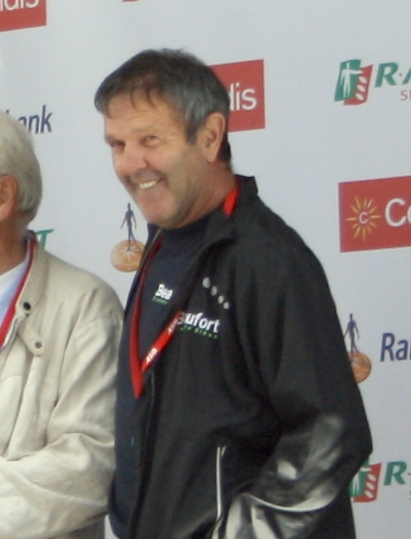
Roger De Vlaeminck
geboren in 1947

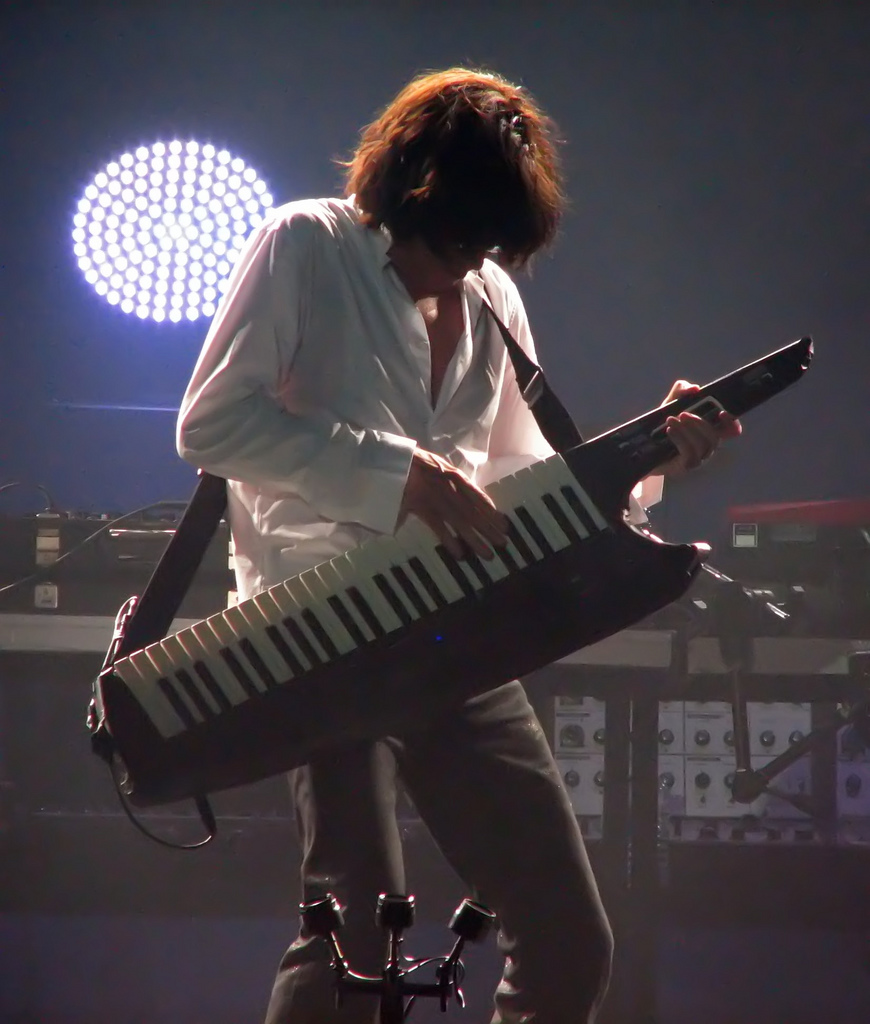
Jean-Michel Jarre
geboren in 1948

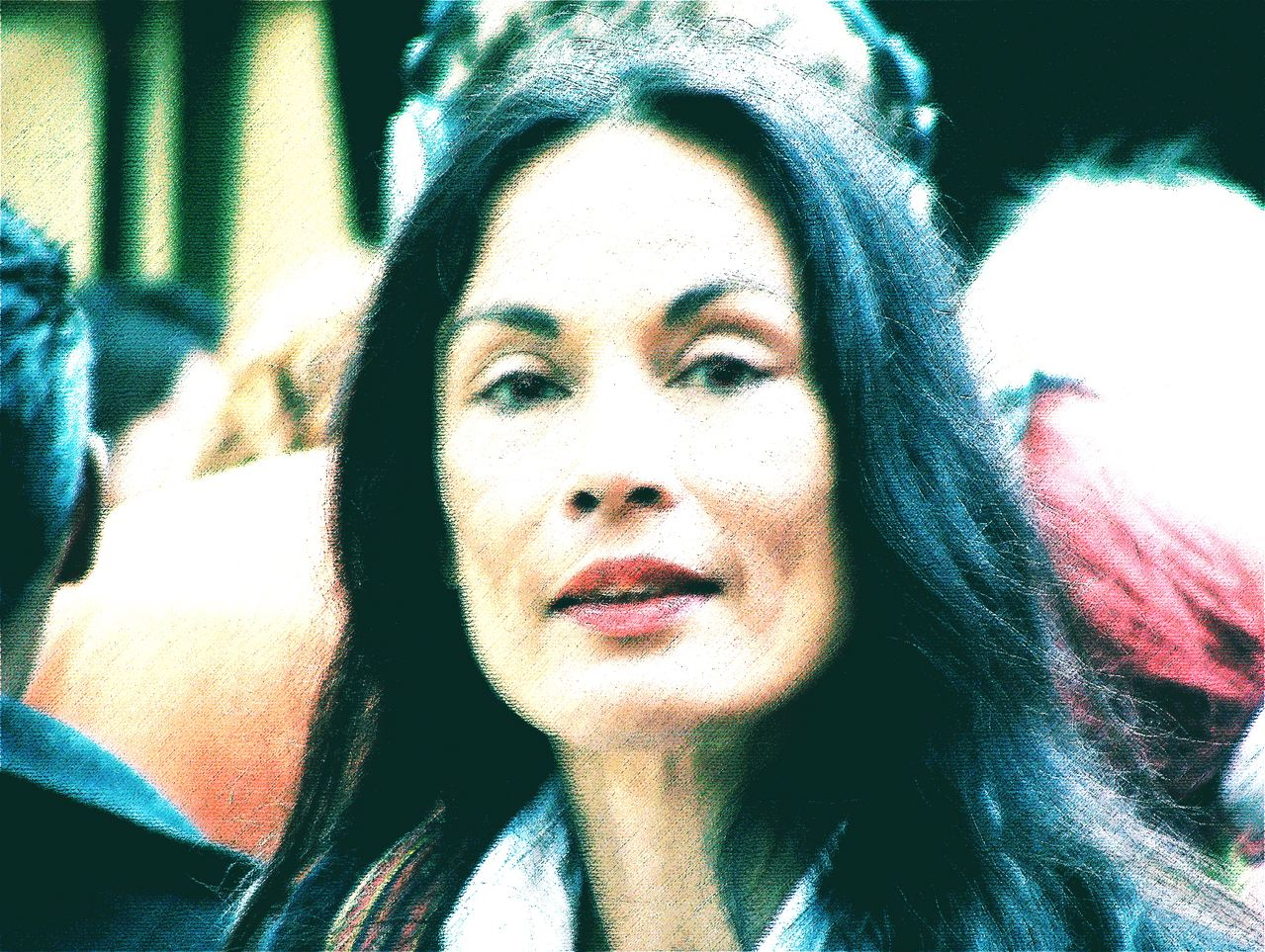
Marion Bloem
geboren in 1952

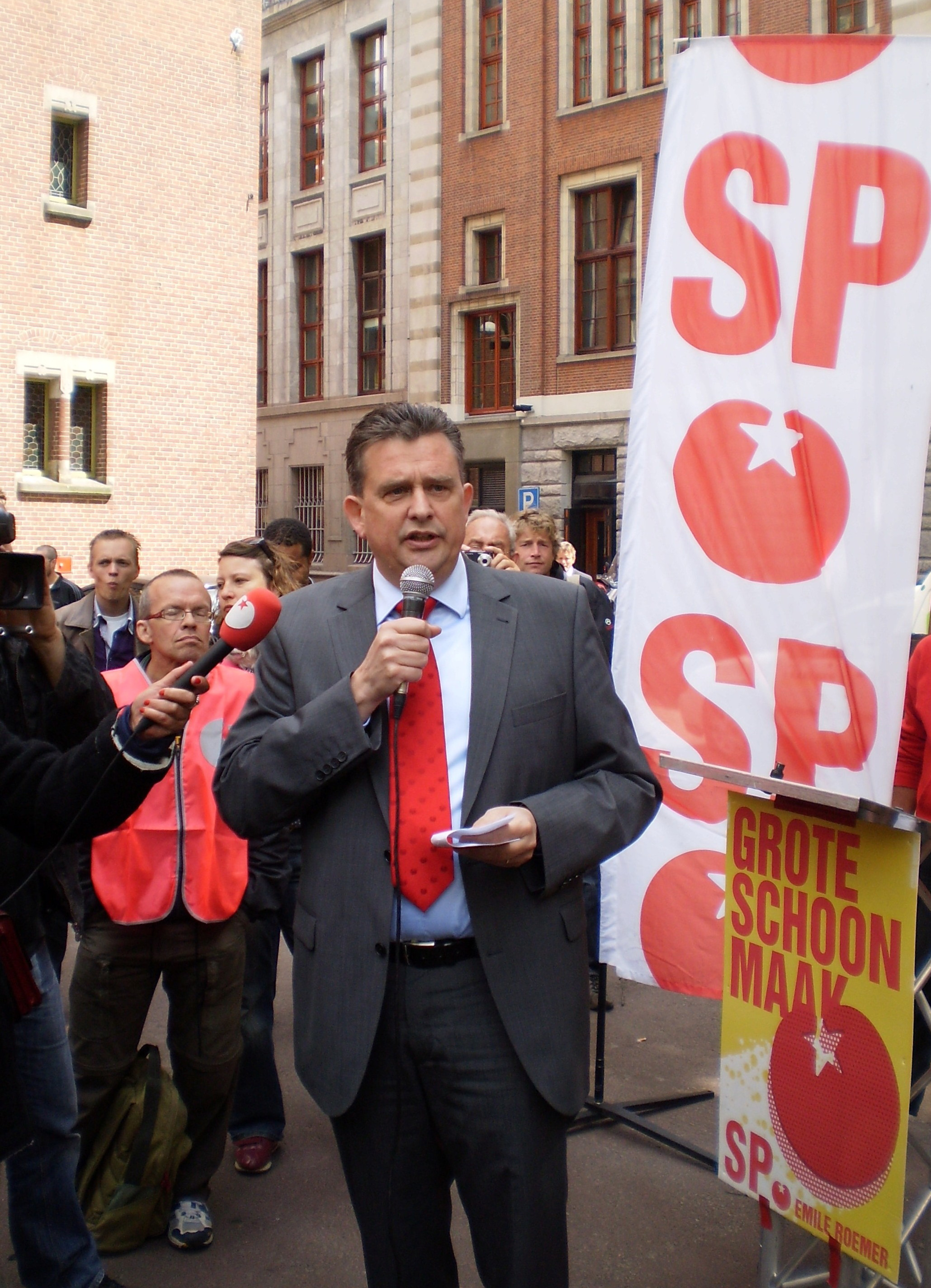
Emile Roemer
geboren in 1962

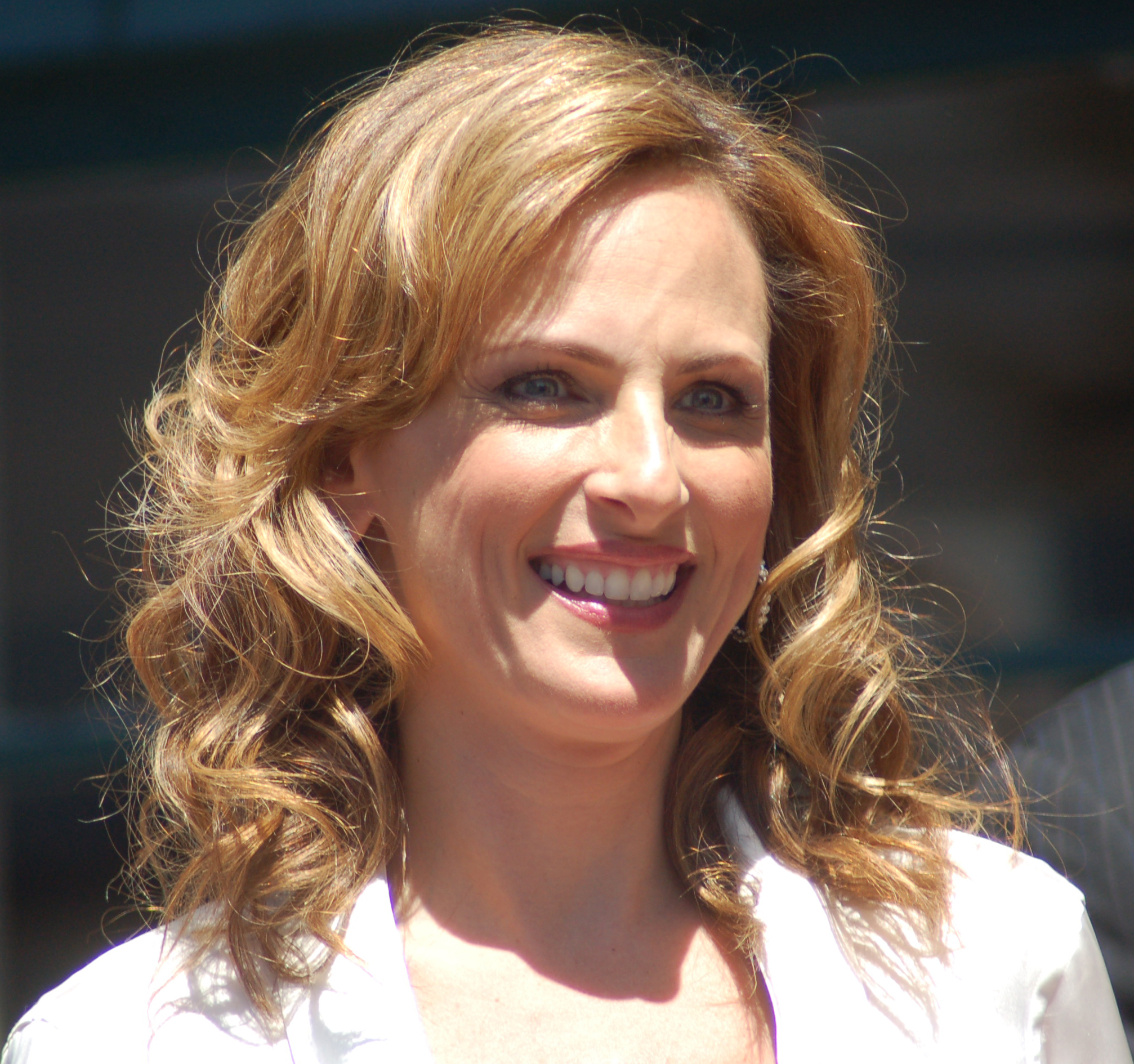
Marlee Matlin
geboren in 1965

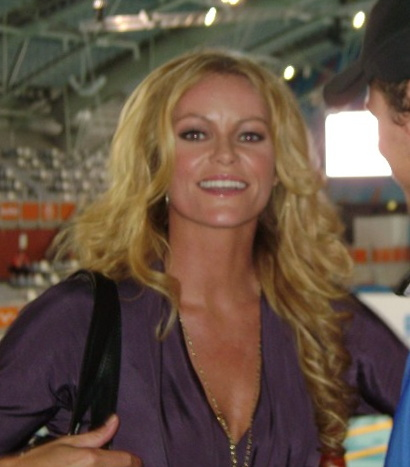
Inge de Bruijn
geboren in 1973

- 1198 - Alexander II van Schotland, koning van Schotland (overleden 1249)
- 1750 - Maria Laetitia Ramolino, "stammoeder" van de familie Bonaparte (overleden 1836)
- 1759 - William Wilberforce, Engels parlementariër en anti-slavernij-activist (overleden 1833)
- 1772 - Willem I, koning der Nederlanden (overleden 1843)
- 1787 - James Weddell, Engels zeeman en poolverkenner (overleden 1834)
- 1837 - Théodore Dubois, Frans orgelcomponist (overleden 1924)
- 1845 - Jan Hero Kolk, Nederlands burgemeester (overleden 1925)
- 1865 - Ferdinand I van Roemenië, van 1914 tot 1927 koning van Roemenië (overleden 1927)
- 1868 - Georges Achille-Fould, Frans kunstschilder (overleden 1951)
- 1881 - Vincenzo Lancia, Italiaans autoconstructeur en de man achter het Italiaanse automerk Lancia (overleden 1937)
- 1890 - Duke Kahanamoku, Amerikaans zwemmer en meervoudig olympisch kampioen (overleden 1980)
- 1899 - Jorge Luis Borges, Argentijns dichter en schrijver van korte verhalen (overleden 1986)
- 1899 - Johan Fabricius, Nederlands schrijver (overleden 1981)
- 1901 - Werner Graeff, Duits beeldhouwer, schilder, graficus en fotograaf (overleden 1978)
- 1902 - Fernand Braudel, Frans historicus (overleden 1985)
- 1903 - Karl Hanke, Duits politicus (overleden 1945)
- 1904 - Mary Pünjer, Duits Holocaustslachtoffer (overleden 1942)
- 1904 - Alice White, Amerikaans actrice (overleden 1983)
- 1905 - Siaka Stevens, Sierra Leoons politicus (overleden 1988)
- 1913 - Dirk Heerlijn, Nederlands verzetsstrijder (overleden 1976)
- 1914 - Rolf Holmberg, Noors voetballer (overleden 1979)
- 1914 - Rudie van Lier, Surinaams wetenschapper en schrijver (overleden 1987)
- 1915 - James Tiptree, Jr., Amerikaans sciencefiction schrijfster, pseudoniem van Alice Hastings Bradley Sheldon (overleden 1987)
- 1916 - Léo Ferré, Frans zanger, componist en tekstschrijver (overleden 1993)
- 1916 - Albert Sansen, Belgisch politicus en uitgever (overleden 2017)
- 1918 - Avery Dulles, Amerikaans kardinaal en theoloog (overleden 2008)
- 1919 - Niels Viggo Bentzon, Deens componist, pianist en organist (overleden 2000)
- 1919 - Gabriel Gaudin, Frans wielrenner (overleden 1999)
- 1919 - Mimi van den Hurk, Nederlands verzetsstrijdster (overleden 2001)
- 1919 - Benny Moré, Cubaans zanger (overleden 1963)
- 1919 - Heinz Hermann Polzer (drs.P), Zwitsers liedjesschrijver, zanger, pianist en taalkunstenaar (overleden 2015)
- 1921 - Sam Tingle, Brits coureur (overleden 2008)
- 1922 - Howard Zinn, Amerikaans historicus (overleden 2010)
- 1927 - Levko Loekjanenko, Oekraïens politicus en voormalig dissident (overleden 2018)
- 1927 - Harry Markowitz, Amerikaans econoom (overleden 2023)
- 1929 - Yasser Arafat, politiek leider van de PLO en president van de Palestijnse Autoriteit (overleden 2004)
- 1929 - Antoon Roosens, Vlaamsgezind marxistisch politicus (overleden 2003)
- 1931 - Allan Trubitt, Amerikaans componist
- 1932 - Toos Hagenaars, Nederlands beeldhouwer en tekenaar
- 1932 - Cormac Murphy-O'Connor, Engels kardinaal-aartsbisschop van Westminster (overleden 2017)
- 1934 - Kenny Baker, Engels acteur (overleden 2016)
- 1936 - A.S. Byatt, Brits schrijfster (overleden 2023)
- 1937 - Galina Semjonova, Russisch journaliste en Sovjet-Russisch politica (overleden 2017)
- 1940 - Richard Biegenwald, Amerikaans seriemoordenaar (overleden 2008)
- 1941 - Jean Plaskie, Belgische voetballer (overleden 2017)
- 1944 - Christine Chubbuck, Amerikaans presentatrice, die tijdens een live-uitzending zelfmoord pleegde (overleden 1974)
- 1945 - Castulo Guerra, Argentijns/Amerikaans acteur
- 1945 - Ken Hensley, Brits muzikant (overleden 2020)
- 1945 - Hans Hollestelle, Nederlands gitarist en arrangeur
- 1945 - Brian McGinlay, Schots voetbalscheidsrechter
- 1945 - Vince McMahon, Amerikaans WWF-worstelaar
- 1946 - Ronald Bandell, Nederlands burgemeester (overleden 2015)
- 1947 - Anne Archer, Amerikaans actrice
- 1947 - Paulo Coelho, Braziliaans schrijver
- 1947 - Roger De Vlaeminck, Belgisch wielrenner
- 1947 - Joe Manchin, Amerikaans Democratisch politicus
- 1948 - Jean-Michel Jarre, Frans synthesizerspeler
- 1948 - Alexander McCall Smith, Schots jurist en schrijver
- 1949 - Joe Regalbuto, Amerikaans acteur en regisseur
- 1949 - Charles Rocket, Amerikaans acteur (overleden 2005)
- 1950 - Andrej Jakoebik, Sovjet-Russisch voetballer
- 1951 - Tony Amendola, Amerikaans acteur
- 1951 - Orson Scott Card, Amerikaans sciencefiction- en fantasy-schrijver
- 1952 - Marion Bloem, Nederlands schrijfster
- 1952 - Wolfgang Mager, Oost-Duits roeier
- 1953 - Sam Torrance, Schots golfer
- 1954 - Heini Otto, Nederlands voetballer en voetbaltrainer
- 1955 - Mike Huckabee, gouverneur van de Amerikaanse staat Arkansas
- 1956 - Kevin Dunn, Amerikaans acteur
- 1957 - Stephen Fry, Brits acteur en schrijver
- 1957 - Marcel Vanthilt, Belgisch muzikant, televisiepresentator en mediafiguur
- 1958 - Steve Guttenberg, Amerikaans acteur
- 1959 - Michael Andersson, Zweeds voetballer en sportbestuurder
- 1960 - Takashi Miike, Japans filmregisseur
- 1960 - Jimmy Montanero, Ecuadoraans voetballer
- 1961 - Ingrid Berghmans, Belgisch judoka
- 1961 - Jared Harris, Brits acteur
- 1962 - Emile Roemer, Nederlands politicus
- 1962 - Ali Smith, Schots (toneel)schrijfster, academicus en journaliste
- 1963 - Hideo Kojima, Japans videospelontwerper
- 1963 - Peter Rufai, Nigeriaans voetbaldoelman (overleden 2025)
- 1964 - Reiner Odendahl, Duits schaker
- 1965 - Marlee Matlin, Amerikaans actrice
- 1966 - Sharon Donnelly, Canadees triatlete
- 1966 - Carol Montgomery, Canadees atlete
- 1966 - Nico van Rensburg, Zuid-Afrikaans golfspeler
- 1966 - Jon Sieben, Australisch zwemmer
- 1967 - Jan Eriksson, Zweeds voetballer
- 1967 - Liane den Haan, Nederlands bestuurder en politica
- 1968 - Daisy Van Cauwenbergh, Belgisch omroepster en presentatrice; Miss België 1988
- 1968 - Marko Kantele, Fins darter
- 1968 - Andreas Kisser, Braziliaans metalgitarist, songwriter en producent
- 1968 - Edwin Smulders, Nederlands society-fotograaf
- 1969 - Jans Koerts, Nederlands wielrenner
- 1970 - Rich Beem, Amerikaans golfer
- 1970 - Sanne Boswinkel, Nederlands nieuwslezeres (o.a. RTL Z)
- 1970 - Tugay Kerimoğlu, Turks voetballer
- 1970 - Katrien Vandendries, Belgisch actrice
- 1972 - Michelle Kolsteeg, Nederlands televisiepresentatrice
- 1972 - Fritz Strobl, Oostenrijks alpineskiër
- 1973 - Inge de Bruijn, Nederlands zwemster en olympisch kampioene
- 1973 - Dave Chappelle, Amerikaans komiek
- 1973 - Carmine Giovinazzo, Amerikaans acteur
- 1974 - Órla Fallon, Iers zangeres en harpiste
- 1975 - Mark de Vries, Surinaams voetballer
- 1976 - Simon Dennis, Brits roeier
- 1976 - Björn van der Doelen, Nederlands voetballer
- 1976 - Michiel Hulshof, Nederlands journalist, programmamaker en debatleider
- 1976 - Nordin Wooter, Nederlands voetballer
- 1976 - Yang Yang (A), Chinees shorttrackster
- 1977 - Denílson de Oliveira Araújo (Denílson), Braziliaans voetballer
- 1977 - Robert Enke, Duits voetballer (overleden 2009)
- 1977 - Per Gade, Deens voetballer
- 1977 - John Green, Amerikaans schrijver
- 1977 - Jürgen Macho, Oostenrijks voetbaldoelman
- 1977 - Padraigh Sutton, Iers voetbalscheidsrechter
- 1978 - José Antonio Hermida, Spaans wielrenner
- 1978 - Beth Riesgraf, Amerikaans actrice
- 1979 - Franziska Brantner, Duits politica
- 1979 - Orlando Engelaar, Nederlands voetballer
- 1979 - Elva Hsiao, Taiwanees zangeres
- 1979 - Katja Nyberg, Noors handbalster
- 1980 - Michael Keohane, Iers autocoureur
- 1981 - Chad Michael Murray, Amerikaans acteur
- 1981 - Goran Šukalo, Sloveens voetballer
- 1982 - Anders Bardal, Noors schansspringer
- 1982 - Kim Källström, Zweeds voetballer
- 1983 - Leandro Domingues, Braziliaans voetballer (overleden 2025)
- 1984 - Melissa Navia, Amerikaans actrice
- 1986 - Joseph Akpala, Nigeriaans voetballer
- 1986 - Aurélie Halbwachs, Mauritiaans wielrenster
- 1986 - Lex Uiting, Nederlands verslaggever, presentator en zanger
- 1987 - Fritz Dopfer, Duits-Oostenrijks alpineskiër
- 1987 - Stefano Keizers, Nederlands cabaretier
- 1988 - Rupert Grint, Brits acteur
- 1988 - Maximilian Reinelt, Duits roeier (overleden 2019)
- 1988 - Dávid Verrasztó, Hongaars zwemmer
- 1989 - Sofie De Saedelaere, Belgisch judoka
- 1989 - Reynaldo dos Santos Silva, Braziliaans voetballer
- 1989 - Owen Westerhout, Nederlands atleet
- 1991 - Wang Zhen, Chinees atleet
- 1992 - Hans Vanaken, Belgische voetballer
- 1993 - Coen Maertzdorf, Nederlands voetballer
- 1993 - Bo Ummels, Nederlands atleet
- 1994 - Joshua Albano, Nederlands acteur
- 1995 - Wenwen Han, Chinees actrice en violiste
- 1995 - Frenk Keukens, Nederlands voetballer
- 1995 - Jay Litherland, Amerikaans zwemmer
- 1996 - Jasmin Pal, Oostenrijks voetbalster
- 1997 - Alan Walker, Noors-Brits diskjockey
- 1998 - Marc Hirschi, Zwitsers wielrenner
- 2001 - Naomi Visser, Nederlandse gymnaste
- 2002 - Jasmijn van der Heijde, Nederlands voetbalster
- 2003 - Alexandre Coste, zoon van Albert II van Monaco
- 2003 - Aljona Kostornaja, Russisch kunstschaatsster
- 2003 - Clémence Latimier, Frans wielrenner

## Overleden

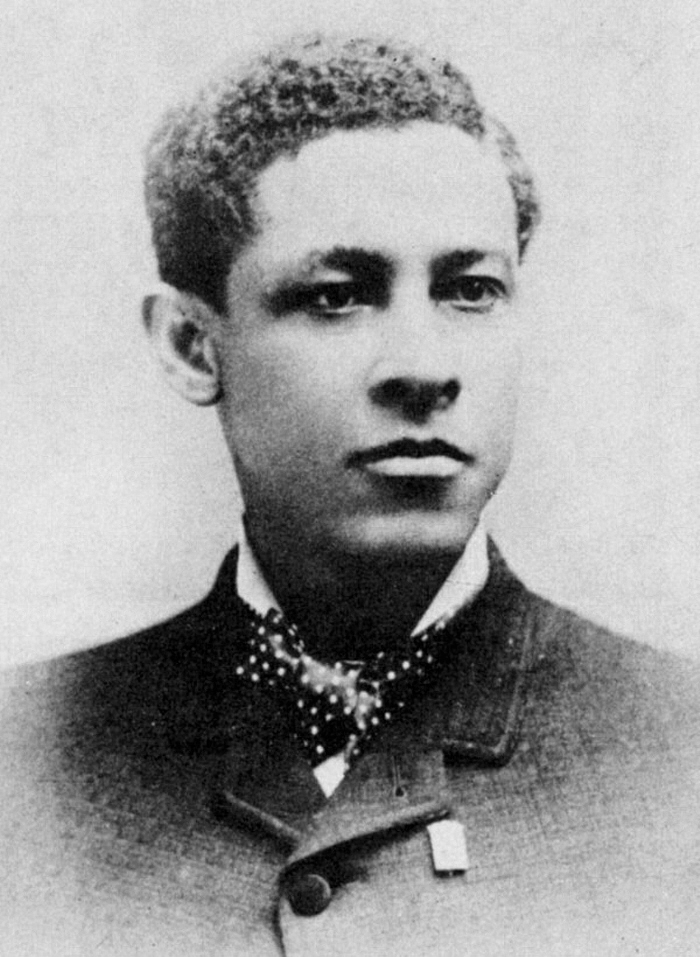
Jan Ernst Matzeliger,
overleden in 1889

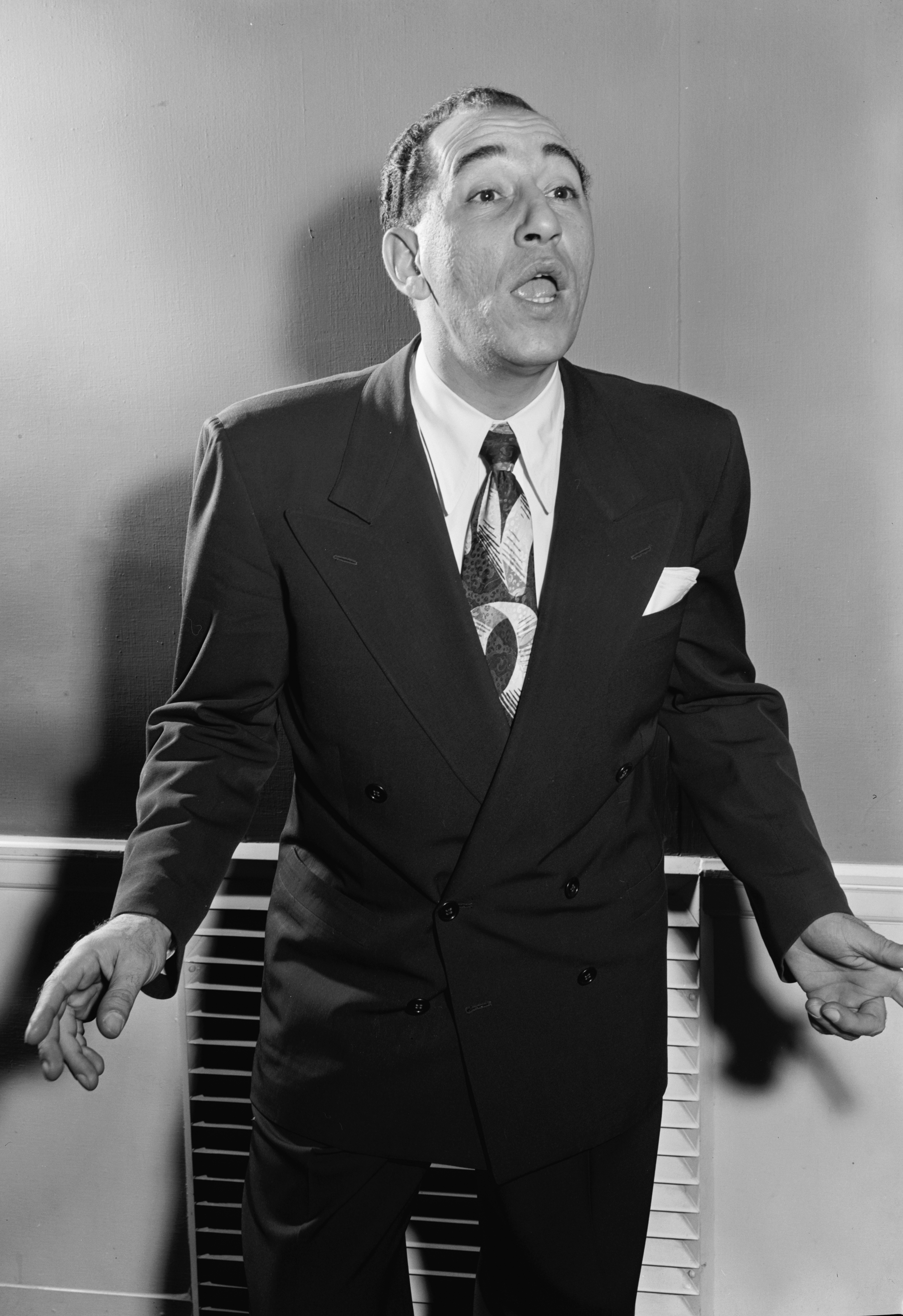
Louis Prima,
overleden in 1978

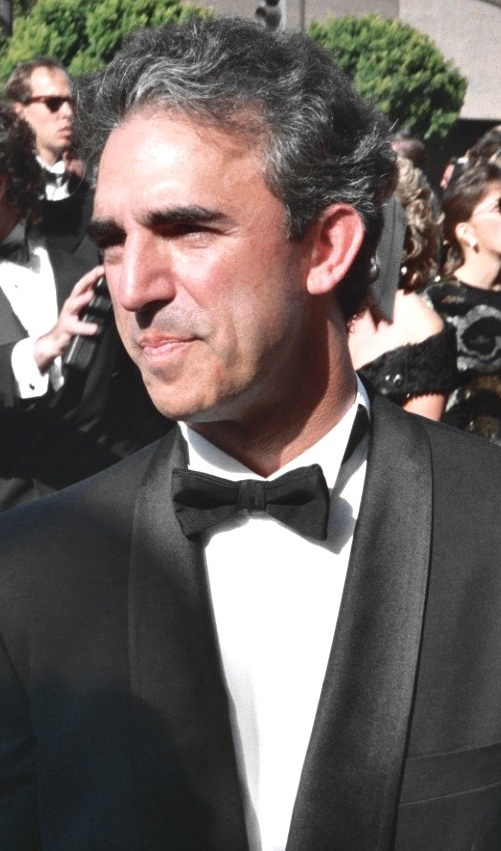
Jay Thomas,
overleden in 2017

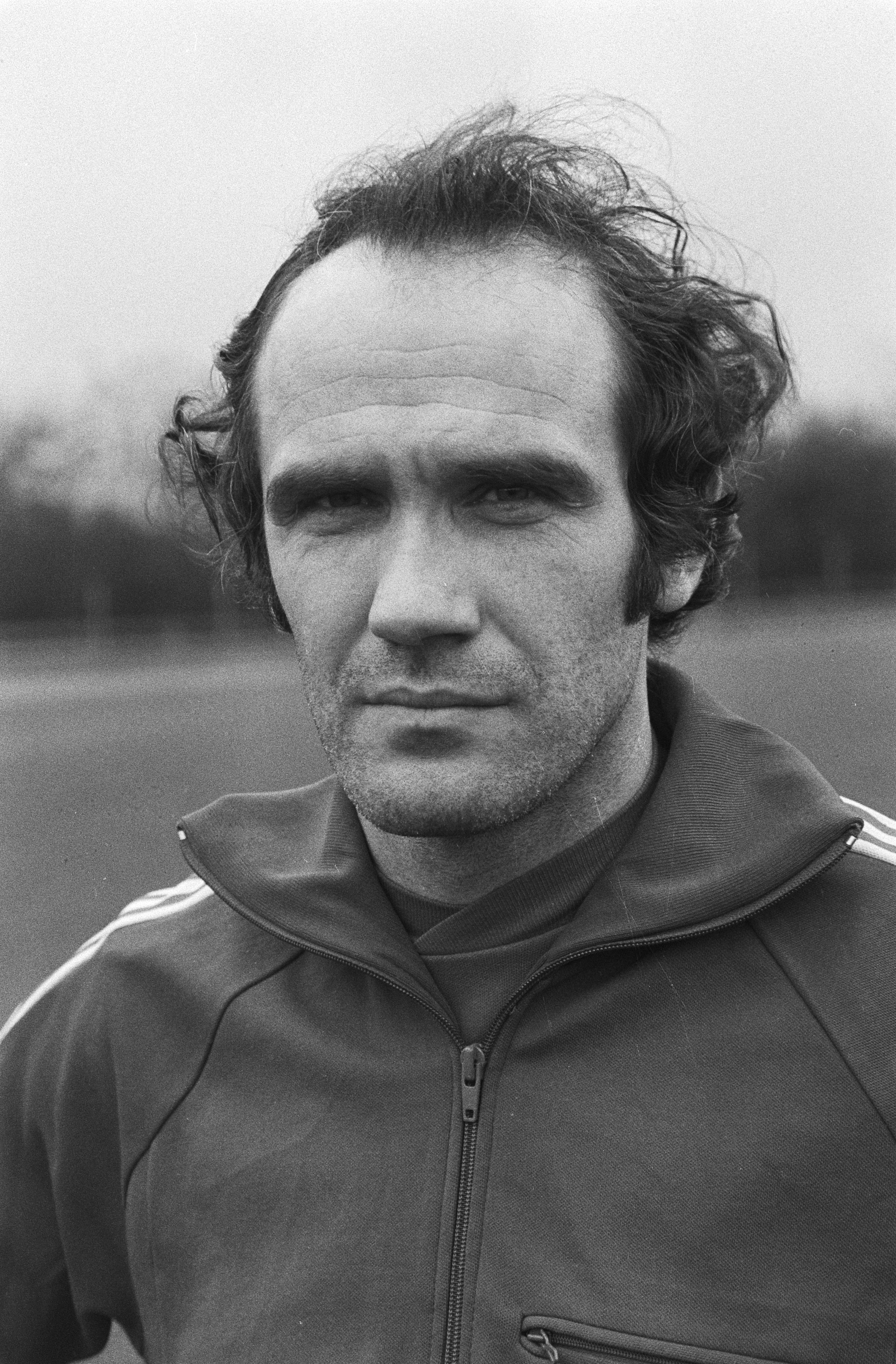
Wilfried Van Moer,
overleden in 2021

- 79 - Plinius de Oudere (56), Romeins militair, letterkundige en amateur-wetenschapper
- 1093 - Godfried I van Penthièvre (~53), graaf van Penthièvre
- 1217 - Eustaas de Monnik (47), Frans rover en piraat
- 1313 - Hendrik VII (51), keizer van het Heilige Roomse Rijk (1308-1313)
- 1540 - Parmigianino (37), Italiaans schilder en etser
- 1572 - Gaspard de Coligny (53), protestants leider in Frankrijk
- 1617 - Rosa van Lima (31), Peruaanse dominicanes en heilige
- 1680 - begraven Ferdinand Bol (64), Nederlands kunstschilder, etser en tekenaar
- 1725 - Susanna Huygens (88), dochter van Christiaan Huygens
- 1773 - George Lyttelton, Engels politicus en schrijver
- 1832 - Sadi Carnot (36), Frans wiskundige
- 1833 - Adrian Hardy Haworth (66), Brits bioloog
- 1856 - William Buckland (72), Engels geoloog en paleontoloog
- 1864 - Jakob Lorber (64), Oostenrijks schrijver van godsdienstliteratuur
- 1878 - Gerrit Adriaan Fokker (66), Nederlands politicus en Thorbeckiaans Tweede Kamerlid
- 1883 - Louis Latouche (53), Frans kunstschilder
- 1888 - Rudolf Clausius (66), Pruisisch natuurkundige
- 1889 - Jan Ernst Matzeliger (36), Surinaams uitvinder
- 1895 - John Francis Loudon (74), Nederlands kamerheer des Konings, hofmaarschalk en ondernemer
- 1921 - Giorgio Gusmini (65), Italiaans kardinaal-aartsbisschop van Bologna
- 1929 - Karel van de Woestijne (51), Belgisch schrijver
- 1932 - Herman van Cappelle (74), Nederlands geoloog en museumdirecteur
- 1940 - Paul Nipkow (80), Duits uitvinder en televisiepionier
- 1943 - Simone Weil (34), Frans schrijfster en filosofe
- 1945 - Stefanie van België (81), Belgisch prinses
- 1951 - Georges Achille-Fould (83), Frans kunstschilder
- 1954 - Getúlio Vargas (71), Braziliaans president
- 1958 - Inge Stoll (28), West-Duits motorcoureur
- 1958 - Johannes Strijdom (65), premier van de Unie van Zuid-Afrika
- 1962 - Peter Fechter (18), Oost-Duits eerste vluchteling die via de muur probeerde te vluchten naar het westen.
- 1962 - Shorty Templeman (43), Amerikaans autocoureur
- 1965 - Amílcar Barbuy (72), Braziliaans voetballer
- 1971 - Carl Blegen (84), Amerikaans archeoloog
- 1978 - Louis Prima (68), Amerikaans jazzartiest
- 1979 - Hanna Reitsch (67), Duits pilote
- 1979 - Johanna Maria IJssel de Schepper-Becker (93), Nederlands roman- en toneelschrijfster
- 1982 - René Höppener (79), Nederlands politicus
- 1984 - Hendrik Wielinga (72), Nederlands burgemeester
- 1985 - Adolphe Groscol (81), Belgisch atleet
- 1990 - Sergej Dovlatov (48), Russisch schrijver
- 1991 - Beb Vuyk (86), Nederlands schrijfster van Indonesische komaf
- 1992 - André Donner (74), Nederlands rechtsgeleerde
- 1997 - Luigi Villoresi (88), Italiaans autocoureur
- 1999 - Roberto Bussinello (71), Italiaans autocoureur
- 1999 - Elena Murgoci (39), Roemeens atlete
- 2003 - Wilfred Thesiger (93), Brits ontdekkingsreiziger
- 2004 - Elisabeth Kübler-Ross (78), Zwitsers-Amerikaans psychiater
- 2004 - Joes Odufré (80), Nederlands toneel- en televisieregisseur
- 2004 - Kees Ouwens (60), Nederlands dichter en romanschrijver
- 2007 - Abdel Rahman Arif (91), Iraaks premier en president
- 2007 - Hansjörg Felmy (76), Duits acteur
- 2011 - Fons Van Brandt (83), Belgisch voetballer
- 2012 - Félix Miélli Venerando (74), Braziliaans voetbaldoelman
- 2013 - Julie Harris (87), Amerikaans actrice
- 2013 - Nílton De Sordi (82), Braziliaans voetballer
- 2014 - Richard Attenborough (90), Brits acteur, filmregisseur en -producent
- 2014 - Roger De Clercq (83), Belgisch veldrijder
- 2014 - Leonid Stadnyk (44), Oekraïens boer en langste man ter wereld
- 2015 - Cees van Kooten (67), Nederlands voetballer en voetbaltrainer
- 2015 - Justin Wilson (37), Engels autocoureur
- 2016 - Michel Butor (89), Frans schrijver
- 2016 - Gilles-Gaston Granger (96), Frans filosoof
- 2016 - Walter Scheel (97), Duits politicus
- 2017 - Jay Thomas (69), Amerikaans acteur, komiek en radiopresentator
- 2018 - Claudiomiro Estrais Ferreira (Claudiomiro) (68), Braziliaans voetballer
- 2018 - Bert Eikelboom (71), Nederlands vaatchirurg
- 2018 - Javier Otxoa (43), Spaans wielrenner
- 2018 - Aleksej Paramonov (93), Russisch voetballer en voetbalcoach
- 2019 - Lo van Wachem (88), Nederlands topbestuurder
- 2020 - Robbe De Hert (77), Belgisch filmregisseur
- 2020 - Pascal Lissouba (88), Congolees staatsman
- 2020 - Jean Mauriac (96), Frans schrijver en journalist
- 2020 - Vergillio Rebin (31), Surinaams politicus en omroeper
- 2020 - Wolfgang Uhlmann (85), Duits schaker
- 2020 - Paul Wolfisberg (87), Zwitsers voetballer en bondscoach
- 2021 - Kyle Anderson (33), Australisch darter
- 2021 - Hissène Habré (79), Tsjadisch dictator
- 2021 - Wilfried Van Moer (76), Belgisch voetballer
- 2021 - Charlie Watts (80), Brits drummer
- 2022 - Joe E. Tata (85), Amerikaans acteur
- 2023 - Bernie Marsden (72), Brits gitarist
- 2023 - Rina Pia (88), Belgisch zangeres
- 2023 - Windham Rotunda (Bray Wyatt/The Fiend) (36), Amerikaans professioneel worstelaar
- 2023 - Arleen Sorkin (67), Amerikaans actrice
- 2024 - Christoph Daum (70), Duits voetbaltrainer
- 2024 - George Rhoden (97), Jamaicaans atleet

## Viering/herdenking

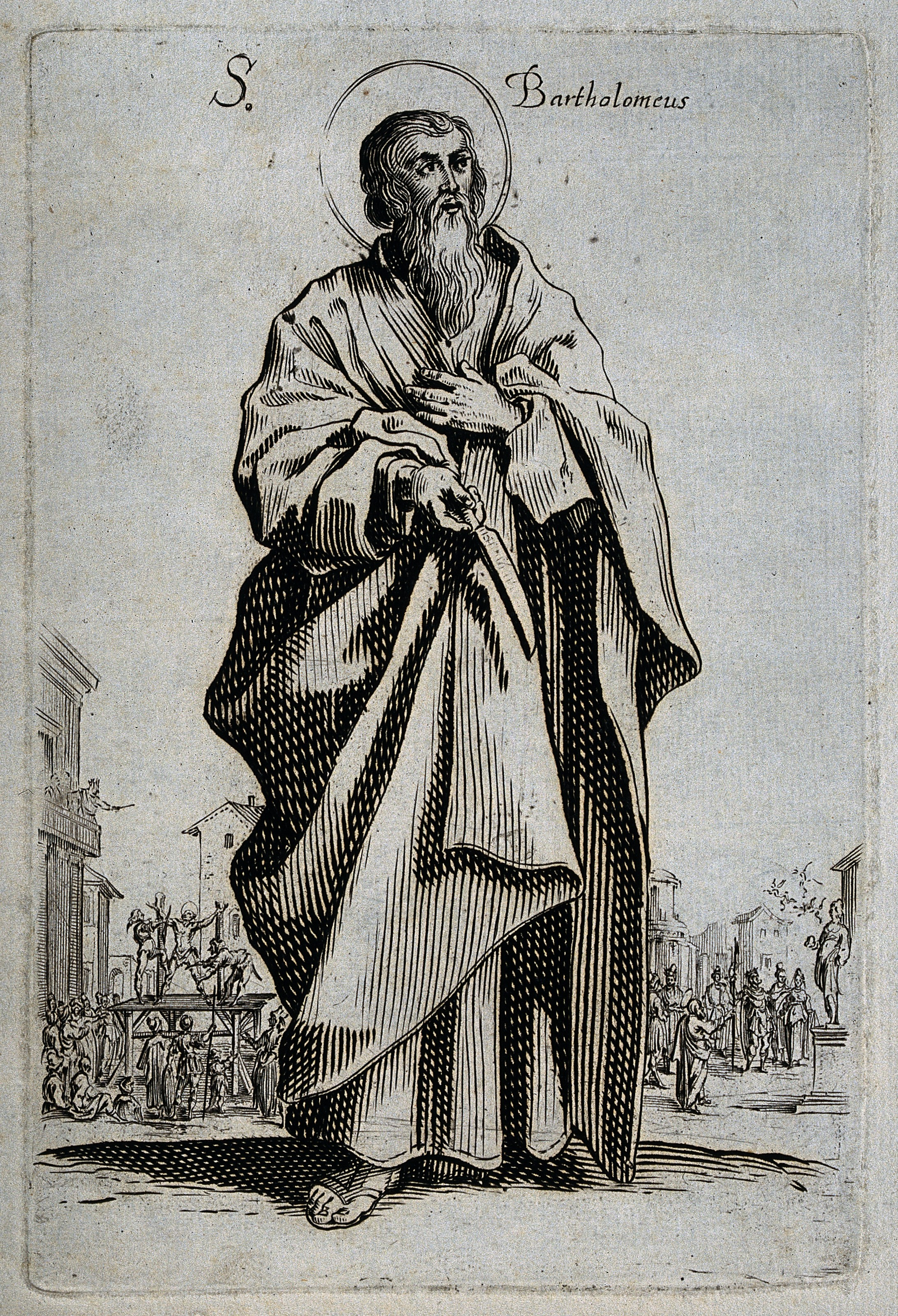
apostel Bartolomeüs

- Oekraïne - Onafhankelijkheid van de Sovjet-Unie in 1991. Nationale feestdag.
- Rooms-katholieke kalender:
  - Heilige Bartolomeüs († 1e eeuw), apostel, patroon v/d leerlooiers en handschoenmakers - Feest
  - Heilige Emilie de Vialar († 1856)
  - Heilige Ouen van Rouen († 683)
  - Zalige Bartholomeus van Tienen  († 1250)

## Weerextremen

### Nederland
| | Officiële records | Officiële records | Officiële records |      | Landelijke records | Landelijke records | Landelijke records          |
| Gebeurtenis | Jaar              | Extreem           | Locatie           | Jaar | Extreem            | Locatie            |                             |
| --- | ----------------- | ----------------- | ----------------- | ---- | ------------------ | ------------------ | --------------------------- |
| Laagste etmaalgemiddelde temperatuur (°C) | 1907              | 10,6              | De Bilt           |      | 1966               | 9,9                | Deelen                      |
| Hoogste etmaalgemiddelde temperatuur (°C) | 1997              | 23,8              | De Bilt           |      | 2016               | 25,3               | Hoek van Holland            |
| Laagste minimumtemperatuur (°C) | 1931              | 4,3               | De Bilt           |      | 1908               | 4,2                | Eelde                       |
| Hoogste minimumtemperatuur (°C) | 1997              | 19,2              | De Bilt           |      | 1997               | 21,1               | Rotterdam Geulhaven         |
| Laagste maximumtemperatuur (°C) | 1954              | 13,1              | De Bilt           |      | 1954               | 13,0               | Eindhoven, Maastricht       |
| Hoogste maximumtemperatuur (°C) | 1944              | 30,8              | De Bilt           |      | 2022               | 33,5               | Arcen                       |
| Hoogste uurgemiddelde windsnelheid (m/s) | 1917, 1953, 1957  | 10,8              | De Bilt           |      | 1917 2010          | 19,0               | De Kooy Vlieland, IJmuiden  |
| Hoogste windstoot (m/s) | 1997              | 23,0              | De Bilt           |      | 2010               | 36,0               | Houtribdijk                 |
| Langste zonneschijnduur (uur) | 1971              | 13,1              | De Bilt           |      | 1976               | 13,3               | Eelde, Leeuwarden, Schiphol |
| Langste neerslagduur (uur) | 1954              | 13,4              | De Bilt           |      | 1969               | 14,3               | Maastricht                  |
| Hoogste etmaalsom van de neerslag (mm) | 1969              | 31,6              | De Bilt           |      | 2002               | 55,1               | Stavoren                    |
| Laagste etmaalgemiddelde relatieve vochtigheid (%) | 1976              | 46                | De Bilt           |      | 1976               | 35                 | Deelen, Eindhoven           |
| Laagste uurwaarde luchtdruk op zeeniveau (hPa) | 1956              | 991,0             | De Bilt           |      | 1956               | 989,8              | Vlissingen                  |
| Hoogste uurwaarde luchtdruk op zeeniveau (hPa) | 2021              | 1029,4            | De Bilt           |      | 2021               | 1030,7             | Vlieland                    |
| Officiële records worden altijd gemeten op het KNMI-weerstation in De Bilt. Landelijke records kunnen worden gemeten op elk officieel KNMI-weerstation in Nederland. |                   |                   |                   |      |                    |                    |                             |

Uitzonderlijke gebeurtenissen
- 1944 - Laatste officiële zomerse dag van het jaar (maximumtemperatuur ≥ 25 °C in De Bilt)
- 1944 - Laatste officiële tropische dag van het jaar (maximumtemperatuur ≥ 30 °C in De Bilt)
- 1955 - Laatste officiële zomerse dag van het jaar (maximumtemperatuur ≥ 25 °C in De Bilt)
- 1997 - Officieel hoogste minimumtemperatuur in °C van het jaar gemeten in De Bilt: 19,2
- 2007 - Laatste officiële zomerse dag van het jaar (maximumtemperatuur ≥ 25 °C in De Bilt)
- 2010 - Landelijk maandrecord hoogste windstoot in m/s van augustus gemeten in Houtribdijk: 36,0

### België
Dagrecords
- 1931 - Laagste etmaalgemiddelde temperatuur 9,2 °C. Dit is de koudste dag ooit in de maand augustus.
- 2022 - Hoogste etmaalgemiddelde temperatuur 24,5 °C[10]
- 1931 - Laagste minimumtemperatuur 5,4 °C
- 2022 - Hoogste maximumtemperatuur 30,7 °C[10]
- 2002 - Hoogste etmaalsom van de neerslag 41 mm

Uitzonderlijke gebeurtenissen
- 1939 - In 4 uur valt 133 mm neerslag in Haren en 128 mm in Laken met ernstige overstromingen.
- 1956 - Luchtdruk slechts 980 hPa (normaal 1013 hPa).
- 1987 - Overstromingen in Gerpinnes en in de buurdorpen Acoz en Bouffioulx (Châtelet) met drie doden.
- 1994 - Tornado treft Ville-Pommerœul (Bernissart) in Henegouwen.
- 2006 - Onweer zorgt voor hoge neerslagcijfers, zo valt er in Zomergem (Lievegem) 105,2 mm.

<< · 1 · 2 · 3 · 4 · 5 · 6 · 7 · 8 · 9 · 10 · 11 · 12 · 13 · 14 · 15 · 16 · 17 · 18 · 19 · 20 · 21 · 22 · 23 · 24 · 25 · 26 · 27 · 28 · 29 · 30 · 31 · >>